# Éponine (Bataille)
Pour les articles homonymes, voir Éponine.
Éponine est le titre d’une nouvelle de Georges Bataille publiée en novembre 1949 aux Éditions de Minuit.
Le texte est proposé dans la collection « Nouvelles originales » dirigée par Georges Lambrichs dont il est le 9e opus.
Éponine est également le nom d’un personnage de L'Abbé C. roman du même auteur publié en 1950.